# Westerland (Noord-Friesland)
Westerland (Deens: Vesterland, Noord-Fries: Wäästerlön) is een plaats en voormalige gemeente in de Duitse deelstaat Sleeswijk-Holstein, op het eiland Sylt, en maakt deel uit van de gemeente Sylt in de Kreis Noord-Friesland. Heinz Reinefarth (Gezamenlijk Duits Blok/Bond van Vluchtelingen en Rechtelozen) tussen december 1951 en 1964 was hij burgemeester van Westerland.